# Timia
Timia è un comune rurale del Niger facente parte del dipartimento di Arlit nella regione di Agadez.